# Puławy
Puławy járási jogú város Lengyelországban, a Lublini vajdaság nyugati részén, a Mazóviai vajdaság határánál. A Kis-lengyelországi Visztula-kanyar közelében fekszik. A város a Puławai régió központja, fontos vegyipari, építőipari és gyógyszergyártási központ. Öt tudományos kutatóintézet és több főiskola működik a területén. Része a Puławy–Kazimierz Dolny–Nałęczów turisztikai háromszögnek. Itt működött az első lengyel múzeum, mely egyúttal a legrégibb múzeum Közép-Európában. Fontos közlekedési csomópont is folyami kikötővel, kettő híddal, fő közlekedési utakkal és vasútvonalakkal. A jövőben polgári repülőtér fog nyílni a közeli Dęblinben.
A város területe 50,61 km², lakosainak száma a lengyel Központi Statisztikai Hivatal (GUS) 2007. évi adatai szerint 50 716, ugyanebben az időben a munkanélküliség 7,6% volt.

## Története
Az első település a mai város helyén a 16. század elején alakult ki a Visztulán való átkelés kiszolgálására.
A 17. század második felében a vidék a Lubomirski család birtokába került. 1676–1679 között Stanisław Herakliusz Lubomirski, a korona nagymarsallja nyári palotát építtetett itt. Lánya 1687-ben hozományul kapta, amikor férjhez ment Adam Mikołaj Sieniawskihoz. A nagy északi háború folyamán a svédek lerombolták a várost.

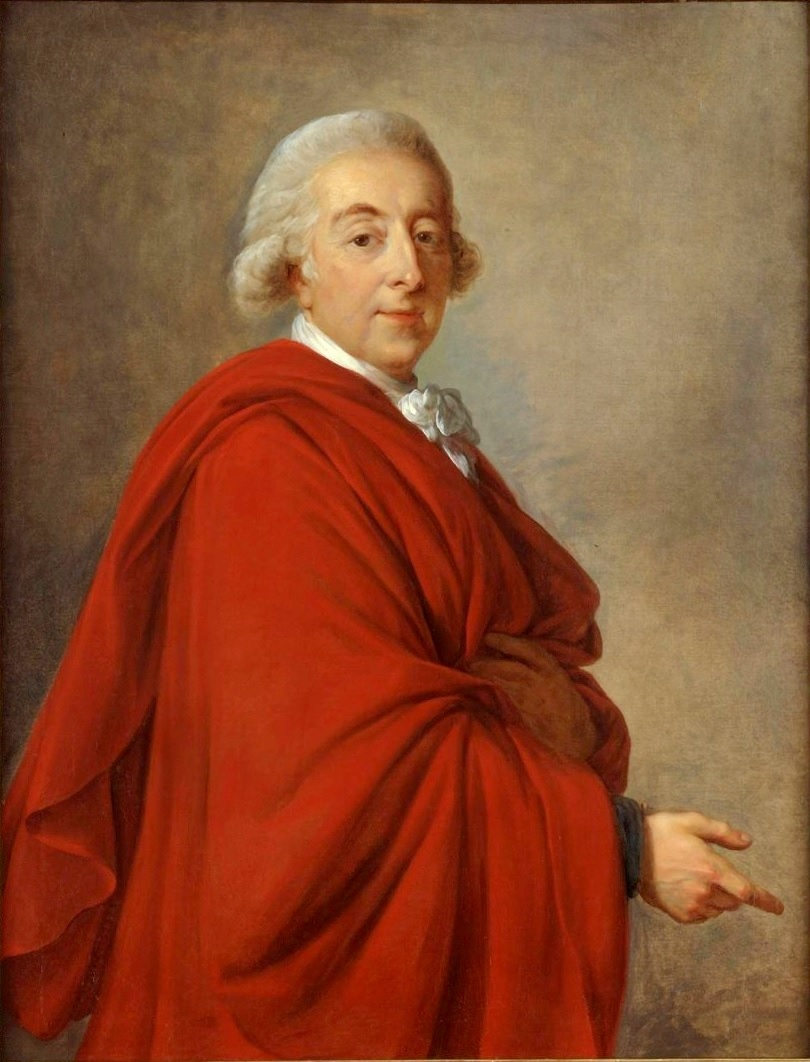
Adam Kazimierz Czartoryski

A palota újabb hozományként 100 évre a Czartoryski család tulajdonába került. Ez az időszak jelentette a város aranykorát. Az 1780-as években a kastély kulturális központ szerepét játszotta, ilyen téren felvette a versenyt a fővárossal, Varsóval is. A kor minden nagy személyisége megfordult benne, többek között Grzegorz Piramowicz, Franciszek Dionizy Kniaźnin, Julian Ursyn Niemcewicz, Adam Naruszewicz, Jan Paweł Woronicz, Franciszek Karpiński, Franciszek Zabłocki, Jan Piotr Norblin, Marcello Bacciarelli és Kazimierz Wojnakowski. Ekkor kapta a hely a Lengyel Athén (Polskie Ateny) nevet.

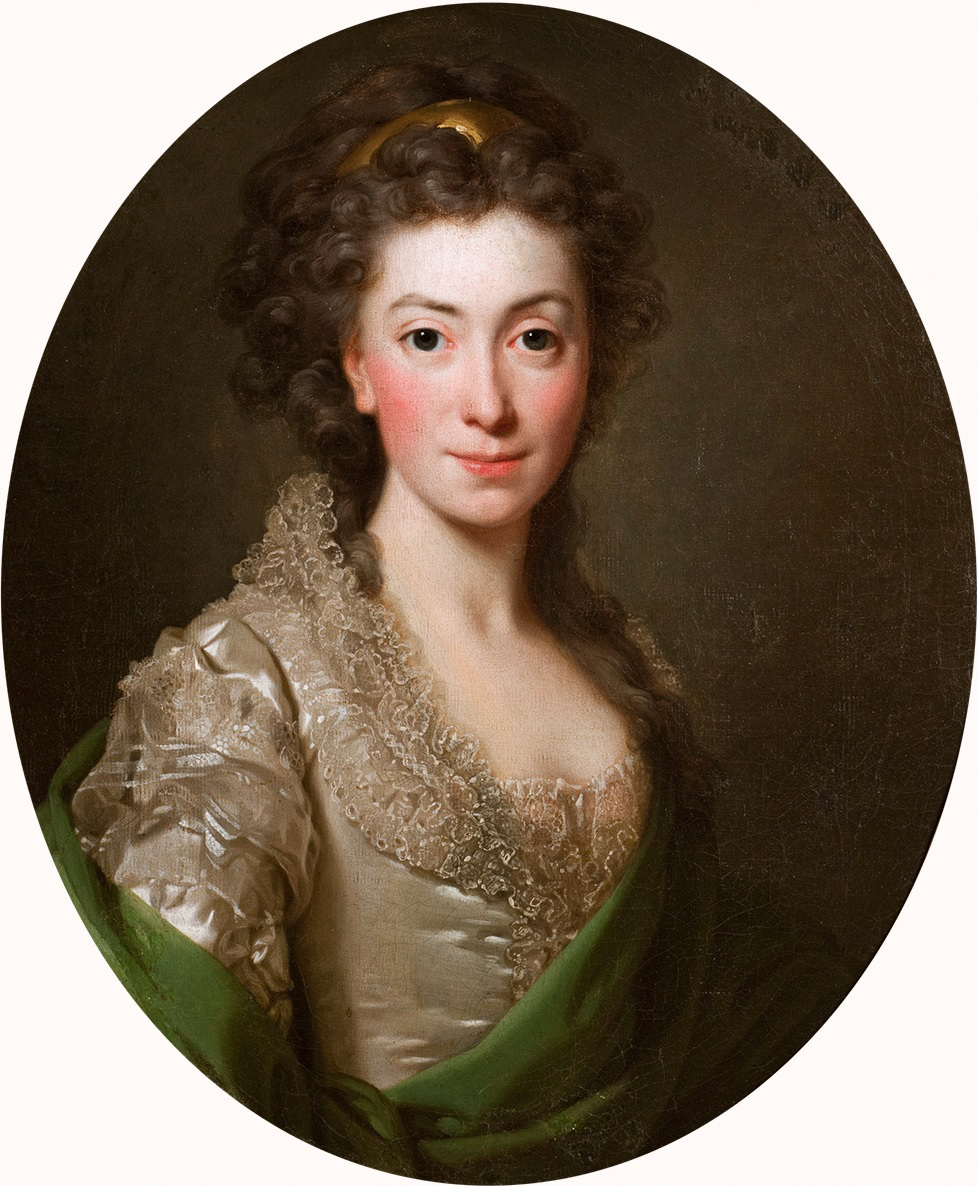
Izabela Czartoryska

Lengyelország felosztása folyamán Puławy ismét megsemmisült. Tadeusz Kościuszko hadműveleteinek megtorlásaként az orosz hadsereg 1794-ben lerombolta a kastélyt és feldúlta a környező falvakat.
Az újjáépítést 1796-ban kezdte Izabela Czartoryska hercegnő, Adam Kazimierz Czartoryski herceg felesége. Chrystian Piotr Aigner építész tehetségére támaszkodva nemcsak a rezidenciát építtette újjá, hanem egy sor kerti épületet is emeltetett a hatalmas kastélyparkban. Az egyik ilyen épületben, a Szibüllák templomában (Świątynia Sybilli) nyitotta meg a hercegnő az első lengyel múzeumot is 1801-ben, mely nemzeti ereklyéket gyűjtött.
Puławy aranykorának a novemberi felkelés vetett véget. Juliusz Małachowski ezredes bravúros rajtaütést hajtott végre az orosz kaszárnyán, majd 1831. március 1-jén lezajlott a győztes puławyi csata. A felkelés elbukása után a Czartoryski család emigrációba kényszerült, a birtokot elárverezték. A múzeumi gyűjtemény megmentett részét Párizsba vitték, ahonnan 1876-ban Krakkóba került és a Czartoryski Múzeum alapja lett.
1846-ban az orosz hatóságok Puławyt átnevezték Nowa Aleksandriának. Megkezdődött a tudományos-főiskolai intézmények megalakulása. 1844-ben megalakult a Hölgyképző Intézet (Instytut Wychowania Panien), 1862-ben a Műszaki, Mezőgazdasági és Erdészeti Főiskola (Instytut Politechniczny i Rolniczo-Leśny) és ennek bezárása után 1869-ben hasonló céllal a Mezőgazdasági és Erdészeti Intézet (Instytut Gospodarstwa Wiejskiego i Leśnictwa). Néhány évig itt élt Bolesław Prus író és erdészeti tanulmányokat is folytatott.
1906-ban Puławy városi jogokat kapott, majd néhány környező falut hozzácsatoltak. 1915-ben, az első világháború idején az osztrák-magyar csapatok foglalták el, amely megszállás alól csak 1918 novemberében szabadult fel. A háború következtében jelentős károkat szenvedett.
A két háború között a város fejlődésnek indult, ezt a német megszállás szakította meg: a város lakosságának harmada elpusztult.
A háború utáni fejlődést meghatározta a Nitrogén Művek (Zakłady Azotowe) építéséről hozott határozat 1960-ban. Ezután jelentősen megnőtt a város népessége. A város ipari központtá nőtte ki magát.

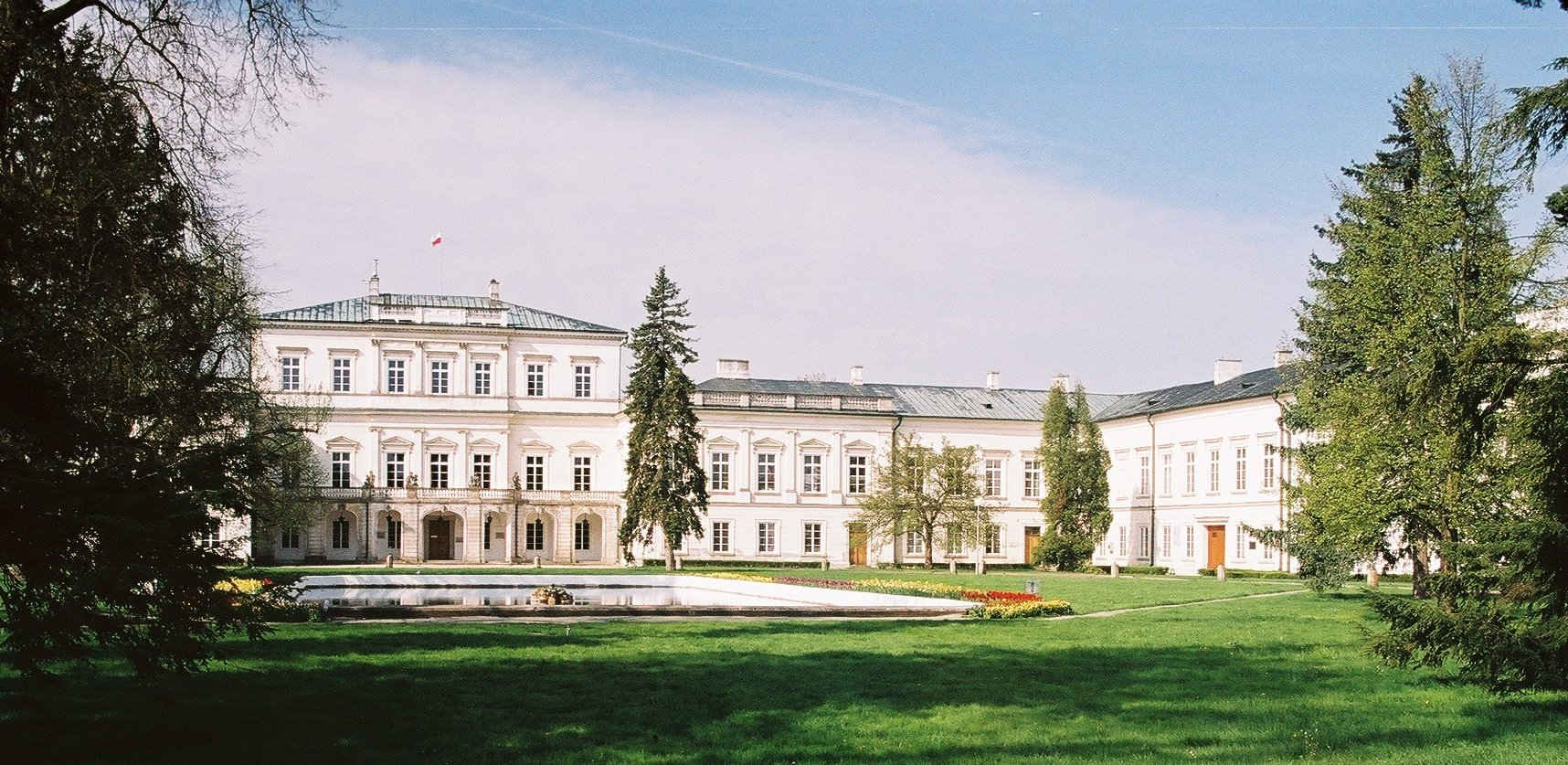
A Czartoryski-kastély a park felől
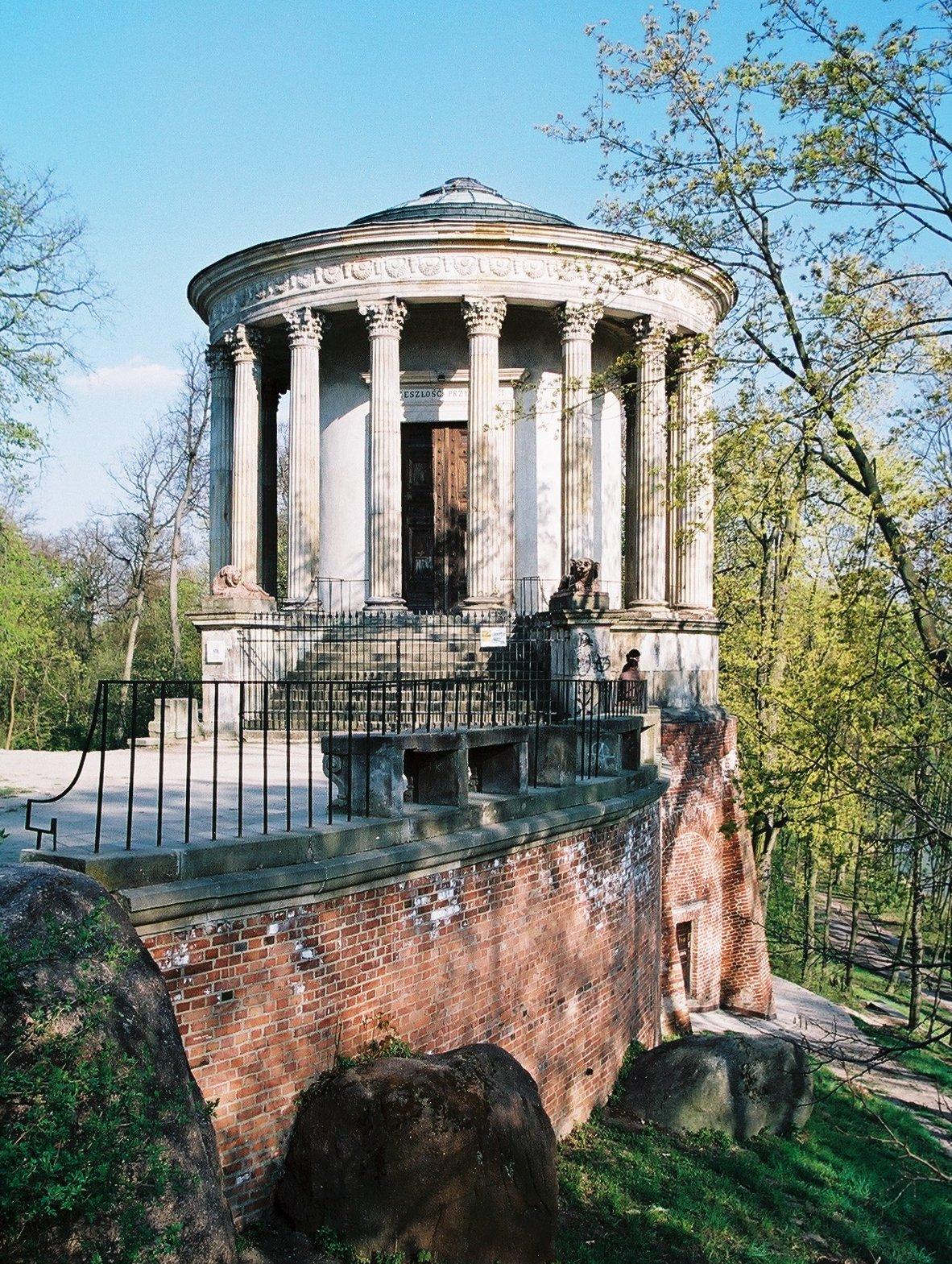
Szibüllák temploma
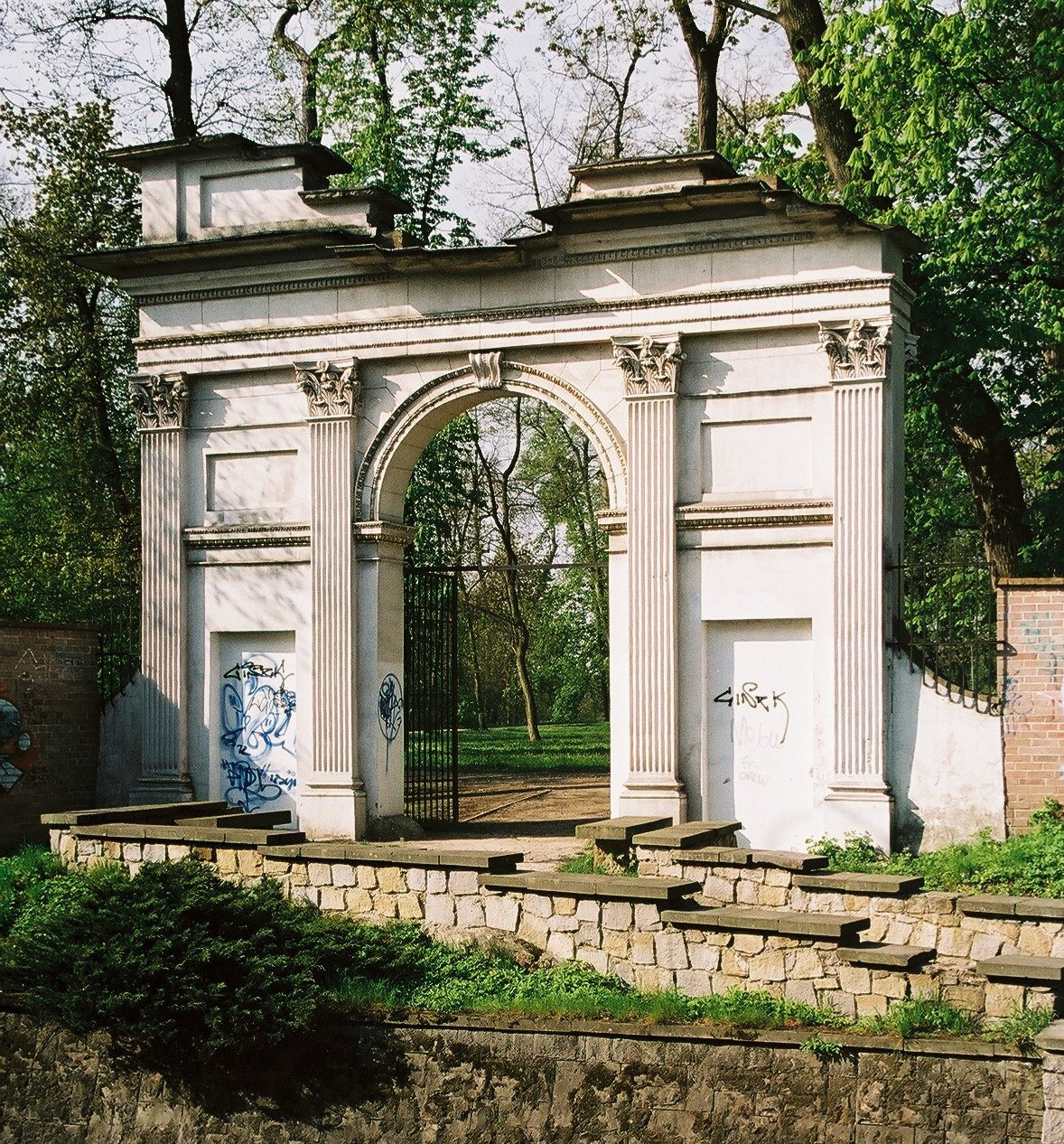
Római kapu

## Műemlékek
- Czartorysky-kastély és park. Az eredetileg a Lubomirski család által 1676–1679 között építtetett barokk épületből csak kevés maradt fenn. A Czartoryski család által újjáépített palota először 1722–1736 rokokó stílusban újult meg, majd 1785–1810 között kapta ma is látható klasszicista formáját. A kastély látogatható. A 30 hektáros park mai romantikus stílusú alakját Izabela hercegnő alatt kapta 1798–1806 között.
- Az egykori városi magisztrátus épülete
- A járási kormányzat épülete
- Az egykori Szentháromság ortodox templom
- Fogadó a „Zarándokhoz”
- Szent József katolikus templom

## Fordítás
- Ez a szócikk részben vagy egészben a Puławy című lengyel Wikipédia-szócikk fordításán alapul.  Az eredeti cikk szerkesztőit annak laptörténete sorolja fel. Ez a jelzés csupán a megfogalmazás eredetét és a szerzői jogokat jelzi, nem szolgál a cikkben szereplő információk forrásmegjelöléseként.